# 알줄기

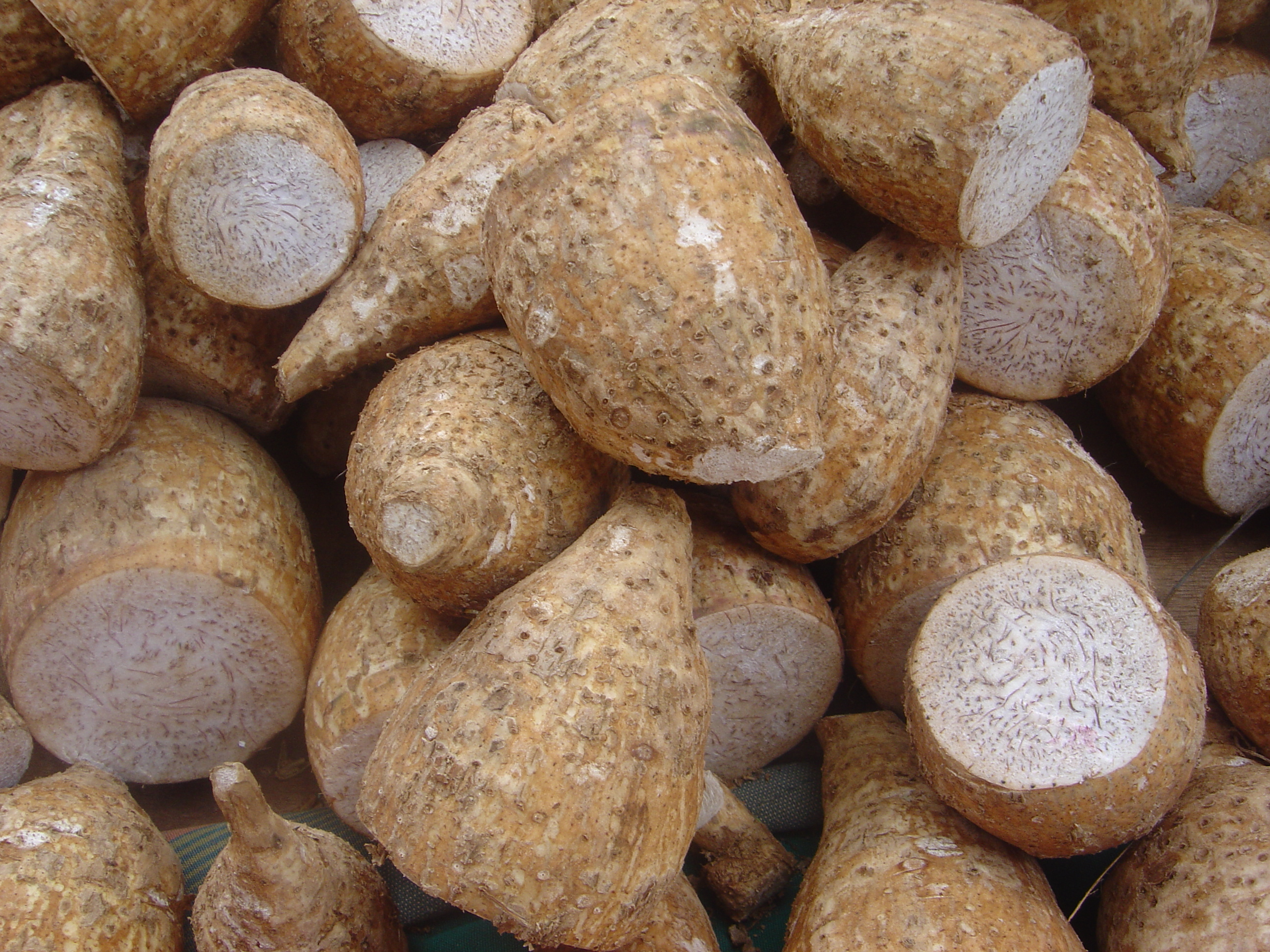

알줄기(구경, 球莖, corm)는 녹말을 저장하기 위해 둥글게 발달한 땅속줄기를 말한다. 일부 식물이 겨울이나 여름 가뭄 및 열(다년생)과 같은 기타 불리한 조건에서 생존하기 위해 사용하는 저장 기관 역할을 하는 짧고 수직이며 부풀어 오른 지하 식물 줄기이다.

## 같이 보기
- 땅속줄기
- 뿌리채소
- 알뿌리